# Генеральный атторней Англии и Уэльса
Генеральный Атторней Англии и Уэльса (Генеральный прокурор Англии и Уэльса), Генеральный Атторней — один из юристов Короны. Вместе с подчинённым ему Генеральным солиситором Англии и Уэльса является главным советником по правовым вопросам Короны и правительства в Англии и Уэльсе; представляет их интересы в суде в качестве истца или ответчика, а также поддерживает обвинение по особо важным уголовным делам.
Должность генерального атторнея появилась в XVII веке, когда прецедентно сложился обычай, что, так как король или королева не могут явиться в суд для личного представления своих интересов, за них это делает атторней, в настоящее время — Его Величества генеральный атторней. В его отсутствие обязанности исполняет Генеральный солиситор, который является помощником генерального атторнея, выполняет его указания и замещает, когда должность генерального атторнея становится вакантной. Они оба назначаются короной личным патентом по представлению премьер-министра.
Полномочия Генерального атторнея довольно широки, особенно в области уголовной юрисдикции: он имеет право лично или через Директора публичных преследований возбуждать уголовные преследования по отдельным делам; может влиять на ход преследования посредством использования прерогативного полномочия о прекращении производства по уголовному делу, издав приказ «nolle prosequi» (не преследую). Законодательно установлены случаи, при которых уголовное преследование не должно начинаться без его согласия.

## История
Должность существует с XVII века, когда появляются записи о найме профессионального атторнея для защиты интересов Короля в суде, а именно отмечен «атторней короны» — профессиональный адвокат Лоуренс Дель Брок, который нанят представлять интересы Короля, который лично не мог явиться в суд. Первые атторнеи в основном занимались представлением Короны в судебных процессах и не занимались политикой или другими обязанностями. Несмотря на то, что эта должность высокооплачиваема, она также невероятно тяжела; Фрэнсис Норт, 1-й барон Гилфорд зарабатывал 7000 фунтов в год, но был рад стать Главным судьёй суда общегражданских исков с меньшей зарплатой, но и меньшей нагрузкой.
В 1461 году эта должность получила своё официальное название — Генеральный атторней, и в первый раз задействована в качестве политического звена — он официально приглашён в Палату Лордов для консультации правительства по правовым вопросам. С того дня до настоящего времени существует обычай вызывать атторнея в Палату лордов приказом, хотя, до назначения лорда Уильямса Мостина в 1999 году, Генеральный атторней не присутствовал в Палате лордов с 1700 года и не получал приказов с 1742 года.
В XVI веке Генерального атторнея использовали для передачи посланий между Палатой лордов и Палатой общин, хотя члены Палаты общин не доверяли ему, считая инструментом лордов и короля.
В 1673 году Генеральный атторней официально становится советником и представителем по правовым вопросам, хотя по прежнему специализируется больше на судебных процессах, а не на юридических консультациях Короны. С этого же года Генеральный атторней начал заседать в Палате общин, и с тех пор, по негласному соглашению, все Генеральные атторнеи являются членами Палаты общин или Лордов, хотя это не обязательно.
В 1890 году Генерального атторнея лишили возможности заниматься частной практикой, что окончательно превратило его в должностное лицо.
С начала XX века генеральный атторней всё реже занимается представлением Короны в суде и всё больше юридическими консультациями правительства в целом и отдельных ведомств в частности. Несмотря на это, до принятия Акта о убийствах 1957 года атторней был обязан выступать обвинителем по всем делам об отравлениях. Сегодня обвинение поддерживается Королевской прокурорской службой, а большую часть консультаций государственным департаментам оказывает Правительственная юридическая служба, надзор за этими двумя подразделениями осуществляет Генеральный атторней.
Генеральный атторней один, и сэр Патрик Хастингс писал, когда служил: «Быть юристом короны значит быть в аду».
В последнее время, генеральный атторней появляется лично в суде, например, по делу А. и другие против Министра внутренних дел, может ли человек быть задержан без объяснения причин на неопределённое время, когда ставился вопрос законности содержания в тюрьме Белмарш.

## Положение и обязанности
Генеральный атторней — министр, не входящий в кабинет министров, возглавляет Офис Генерального Прокурора. Нет закона, который исключает атторнея из кабинета министров, но не существует и соответствующей обязанности. Прокуроры начиная с лорда Биркенхэда (1915) и до Дугласа Хогга (1928) заседали в кабинете. Нет нормы запрещающей генеральному атторнею посещать заседания кабинета министров и, по возможности, их попросили присутствовать на заседаниях, чтобы консультировать правительство о правовой стороне рассматриваемых вопросов. Атторней посещает заседания кабинета и даёт министрам рекомендации, но, по соглашению, отстранён от решения политических вопросов. Как министр он отчитывается непосредственно перед парламентом.
Является главным консультантом Короны и правительства, даёт рекомендации по любым юридическим последствиям их действий устно на встречах, либо письменно. Он консультирует как правительство в целом, так и отдельные департаменты. Хотя и это не основное занятие, атторней по-прежнему представляет Корону в некоторых особо важных процессах и выбирает адвоката казначейства, который и занимается большинством судебных дел. По конвенции Генеральный атторней в любом случае представляет правительство в Международном суде ООН. Надзирает за деятельностью Службы государственных обвинителей и назначает её руководителя — Директора публичных преследований. Решение о преследовании принимается Службой государственных обвинителей самостоятельно, кроме случаев указанных в законе или связанных с национальной безопасностью, когда требуется согласие атторнея. К примеру, атторней проявил инициативу в деле Кэмпбелла (Кэмпбелл, Джон Росс), что привело к падению первого Лейбористского правительства в 1924 году. Кроме того генеральный атторней вправе издать распоряжение, обязывающее главу того или иного полицейского формирования предоставлять Директору публичных преследований данные о совершении на подведомственной им территории определенного рода преступлений, которые по мнению генерального атторнея представляют особый публичный интерес (например убийство, письменная клевета на должностных лиц, сговор на совершение государственных преступлений и пр.). Также Генеральный атторней может прекратить уголовное преследование (в случае болезни обвиняемого, допущенных процедурных нарушений и пр.), предоставить иммунитет от уголовного преследования соучастникам преступления если они дали показания и представили доказательства вины сообщников.
В обязанности Генерального атторнея входит управление Королевской прокурорской службой, Управлением по борьбе с тяжкими мошенничествами и другими юристами правительства с полномочиями судебного преследования. Кроме того он надзирает за Юридическим правительственным департаментом (прежде Департамент финансовых советников), Её Величества Королевской прокурорской надзорной службой, Службой уголовного преследования и стратегической частью — Национальным управлением по борьбе с мошенничеством, а также Службой прокуроров по государственным доходам и таможням.
Он имеет право высказывать своё мнение в Апелляционном суде Англии и Уэльса по «неоправданно мягким приговорам», издавать приказ nolle prosequi при отказе государства-истца от иска, контролировать иные органы судебного преследования (такие как ДОСПСХ) и консультирует министров относительно правовых последствий их публичных действий.
Отвечает за подачу заявлений в суд, ограничивающих спорящие стороны, и может вмешиваться в судебный процесс для защиты благотворительности и публичных интересов в некоторых спорах по семейному праву. Официально возглавляет коллегию адвокатов Англии и Уэльса, хотя это не связано с правами или обязанностями.
С принятия Акта о юристах Короны (1997) атторней вправе передавать часть своих полномочий Генеральному солиситору и его действия будут рассматриваться как исходящие от атторнея.